# Huskur, Malavalli
Huskur là một làng thuộc tehsil Malavalli, huyện Mandya, bang Karnataka, Ấn Độ.